# Laken (Volk)

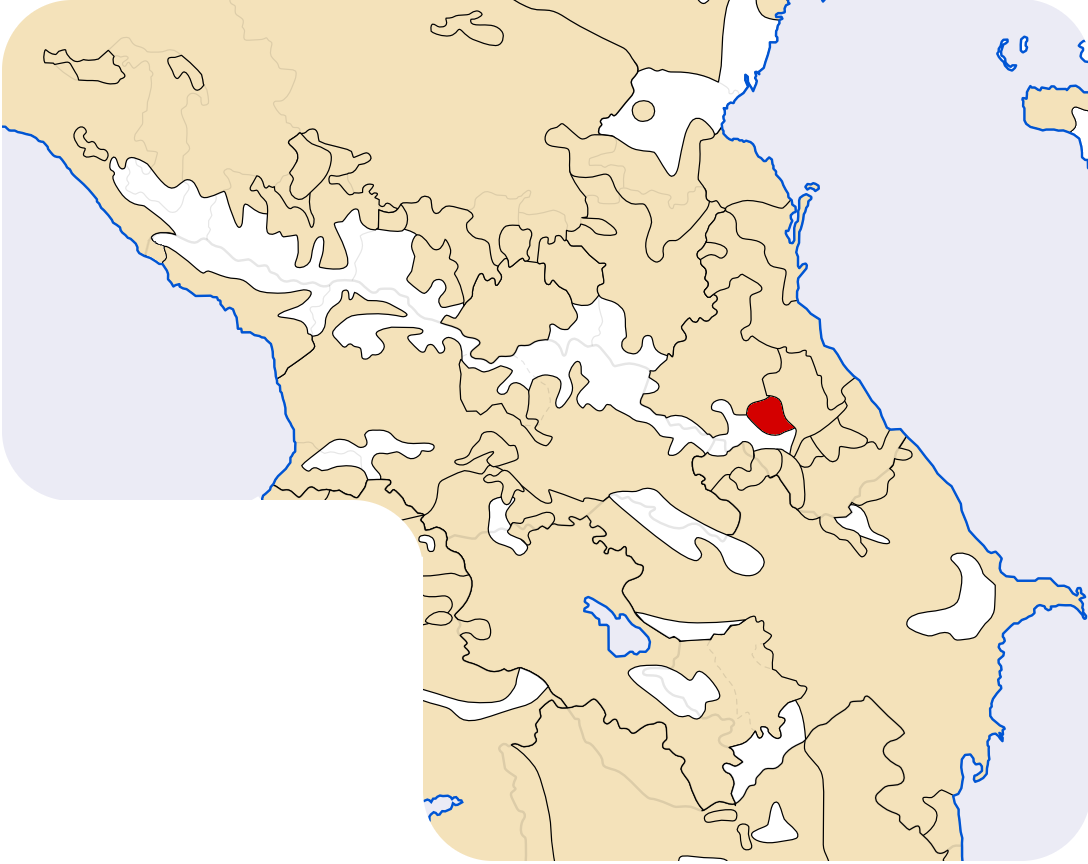
Hauptsprachgebiet der Laken in Kaukasien

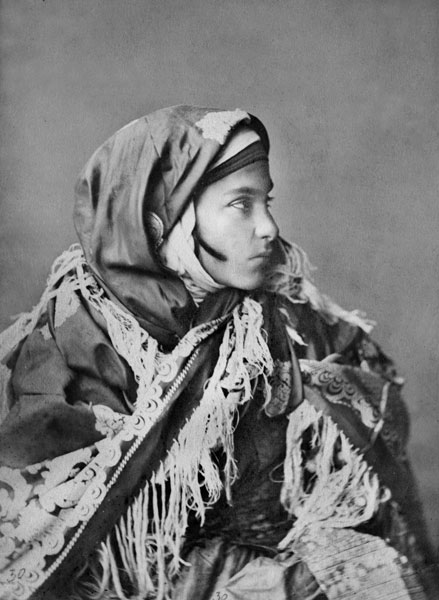
Junge Lakin in traditioneller Kleidung 1883

Die Laken (Eigenbezeichnung Лак/Laḳ oder Лакку(чу) Laḳḳu(çu)) (veraltet Ghazi-Qumuq, aus dem Russischen übernommen auch Kazi-Kumuk) sind ein Volk in der russischen Teilrepublik Dagestan.
Die Laken stellen 5,6 % der Bevölkerung Dagestans (161.276 Menschen) und bilden dort die fünftgrößte Ethnie nach Awaren, Darginern, Kumyken und Lesgiern. Sie leben traditionell im Zentral-/Südgebiet um das Gebirgsdorf Kumuch (früher auch nach dem kumykischen Namen Kumuk oder Kasi-Kumuk genannt und als Stadt bezeichnet), heute jedoch auch in anderen Regionen Dagestans, wie in der Hauptstadt Machatschkala sowie in anderen Gebieten Russlands. Insgesamt leben in Russland nach der Volkszählung 2010 178.630 Laken.

## Sprache und Literatur
Die Lakische Sprache hat fünf sehr ähnliche Dialekte und gehört zu den Nordostkaukasischen Sprachen. Gemeinsam mit dem Darginischen, der Sprache der Darginer (und Kaitaken und Kubatschen), die in Südostdagestan leben, bildet sie die Untergruppe der Lakisch-Darginischen Sprachen. Lakisch wurde anfangs in arabischer Schrift geschrieben, 1928 wurde eine lateinische Schrift des Lakischen entwickelt, die 1938 durch eine kyrillische Schrift ersetzt wurde. Die Schriftsprache orientiert sich am Dialekt von Kumuch.
Erste Dokumente in lakischer Sprache sind seit dem 15. Jahrhundert erhalten, im 18. und 19. Jahrhundert bildete sich eine breitere religiöse und didaktische Literatur, zu der im 19. Jahrhundert auch lakische Lyrik von mehreren in Dagestan bekannten Dichtern kam.
In Sowjetzeiten entstand ein Grundschulwesen in lakischer Sprache und die Laken wurden vollständig in ihrer Schriftsprache alphabetisiert. Weiterführende Schulen und Hochschulen haben aber meist russische Unterrichtssprache, auch weil das lakische Volk klein ist. Daneben wurden mehrere lakischsprachige Zeitungen und Verlage gegründet und es bildete sich eine lakischsprachige Literatur.

## Religion
Ab etwa dem 7. Jahrhundert konvertierten die Laken oft zum Christentum. Kumuch wird in mittelalterlichen Quellen als Bischofssitz erwähnt. Seit etwa dem 11.–13. Jahrhundert konvertierten sie zum Islam. Christliche und jüdische Gruppen sind in der Region bis ins 15. Jahrhundert archäologisch nachweisbar. Bei vielen kaukasischen Völkern sind vorislamische und vorchristliche Praktiken erhalten. Aufgrund atheistischer Erziehung in der Sowjetunion ist ca. ein Drittel der Dagestaner nicht religiös.

## Tradition und Siedlungsgebiet
Die Laken bilden zusammen mit den Darginern die alteingesessene Bevölkerung des zentralen und östlichen Dagestans. Neben der weniger verankerten islamischen Schari’a wurde das Leben von einem altüberlieferten Gewohnheitsrecht (Adat) bestimmt, das sich zwischen den verschiedenen nordkaukasischen Völkern unterscheidet. Traditionell lebten die Laken, wie alle nordkaukasischen Völker in Transhumanz, d. h. ein Teil von ihnen zog mit den Viehherden auf traditionelle Winterweiden am Rand des Gebirges.
Wohl als eines der ersten dagestanischen Völker bildeten die Laken eine differenzierte hierarchische Sozialstruktur heraus, die aus den Schichten der Fürsten (bagtal oder bek, Herrscher- und Adelsfamilien), aus den cankri, teils fürstlicher teils anderer Herkunft, aus der größten Gruppe der freien Bauern (uzdental oder uzden), aus Unfreien (rayat) und aus der kleinen Gruppe der Sklaven (lag'art) bestand. Parallel dazu existierten auch lakische Dörfer mit freien Stammesgesellschaften (lakisch: tukkum – „Stämme“), die nicht diese soziale Schichtung besaßen und auch nicht direkt zum lakischen Fürstentum gehörten. In ganz Nordkaukasien existierten ähnliche differenzierte Feudalgesellschaften und Stammesgesellschaften nebeneinander. Diese vormoderne feudale Gesellschaftsstruktur wurde in Sowjetzeiten beseitigt.

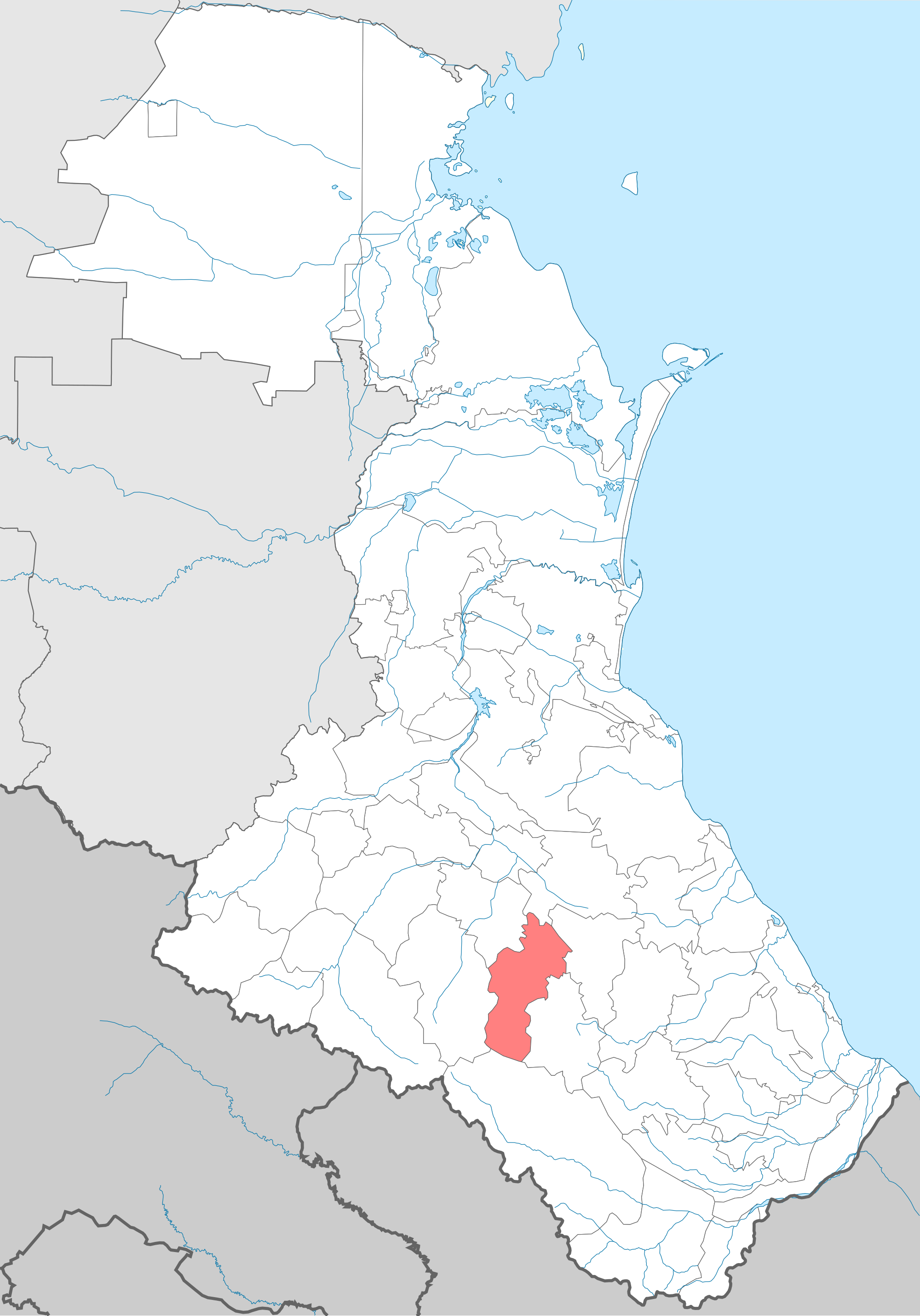
„Lakischer Bezirk“ in Dagestan (russ.: „Lakskij rajon“), 96 % Laken

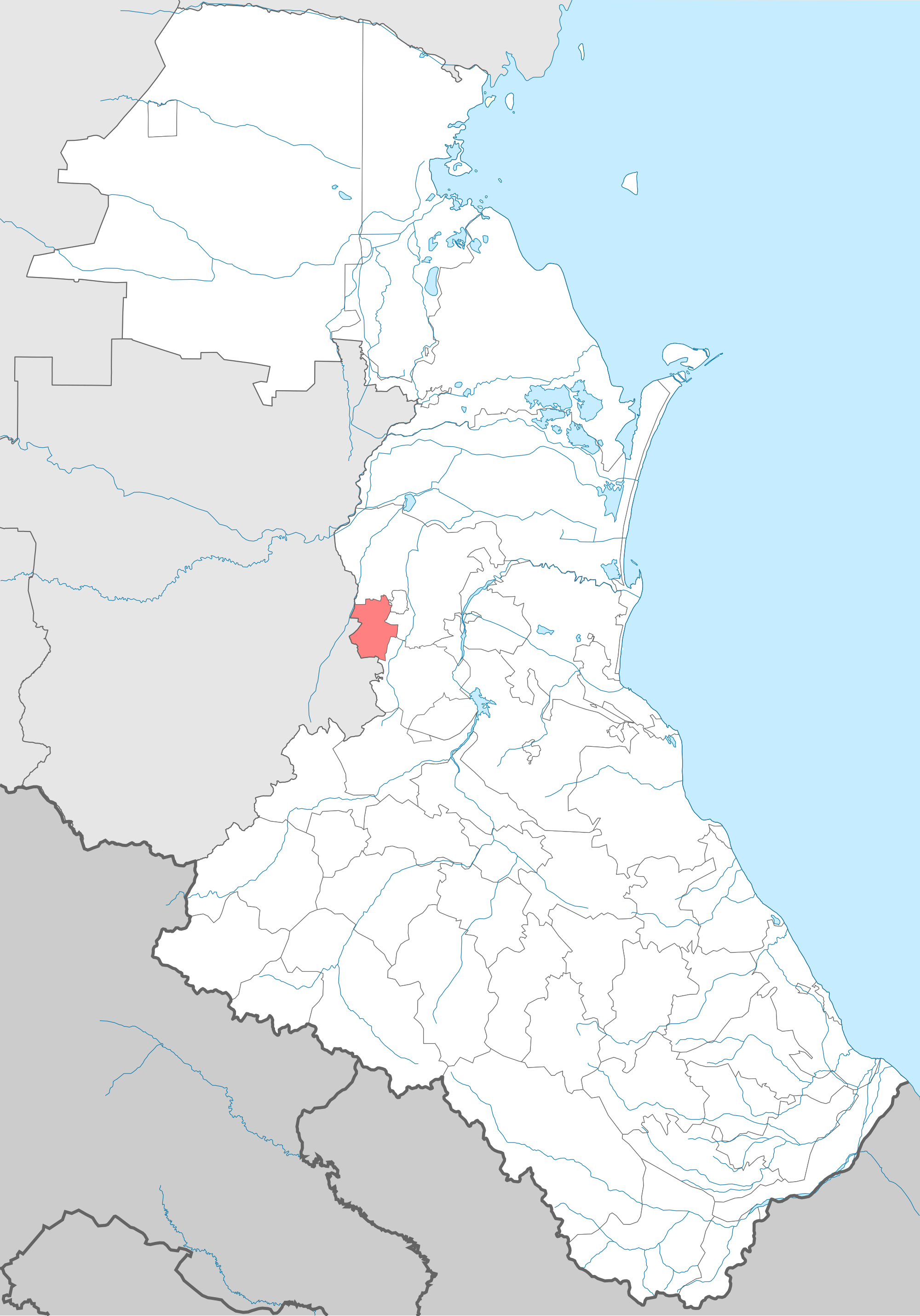
„Neulakischer Bezirk“ in Dagestan (russ.: „Novolakskij rajon“), rund 50 % Laken, sonst Tschetschenen und Awaren

Während der Zeit der darginischen Vorherrschaft im 18. Jahrhundert wurden die Laken ins höhere Gebirge abgedrängt, weshalb ihr Siedlungsgebiet, auch „Lakistan“ genannt, heute kleiner ist, als noch im Mittelalter. In Lakistan lebten die Laken vorwiegend vom Handwerk – Töpferei, Lederarbeiten, Schmiedearbeiten, auch Goldschmiedekunst – und von der Viehzucht. Der Ackerbau spielt eine geringere Rolle, weil der Boden in Lakistan schlecht ist. Ab 1844 siedelte die russische Verwaltung Dagestans einen Teil der lakischen Bevölkerung in ihre vormaligen Winterweidegebiete am von Kumyken besiedelten Gebirgsrand um, einerseits zur besseren Kontrolle, andererseits um die schlechte Ernährungslage im alten Kerngebiet zu lindern. Diese Politik wurde in der Zeit der Sowjetunion fortgesetzt. Dort leben die Laken vor allem von Weinanbau und Seidenraupenzucht. Auch andere Völker wurden teilweise am Gebirgsrand in geschlossenen Siedlungsgebieten angesiedelt. Nach der stalinistischen Deportation der Tschetschenen im Februar 1944 bildete sich daneben der „Neulakische Bezirk“ mit dem Hauptort Nowolakskoje südwestlich von Chassawjurt, der vorher als „Achundow-Gebiet“ zu Tschetschenien gehört hatte und nun lakisch besiedelt wurde. Einige Laken leben in Dörfern außerhalb des Lakischen Bezirkes und des Neulakischen Bezirkes. Allerdings leben heute ca. 64 % der Laken in Städten, die alle nicht im Lakischen oder Neulakischen Bezirk liegen, davon über die Hälfte in Machatschkala, das 12 % lakische Bewohner hat.

## Geschichte
Seit etwa dem 7. Jahrhundert n. Chr. wird in georgischen Quellen ein Staatswesen „Leki“, in muslimischen Quellen „Lakiya“ genannt, erwähnt, das wahrscheinlich Laken, aber auch Lesgier und Darginer bis über die Gebirgsränder hinaus bewohnten.
Dazu kamen im 13. Jahrhundert turksprachige Teilstämme der Kyptschaken muslimischer, paganer, jüdischer und christlicher Religion, die vor dem Mongolensturm flüchteten und mit der Vorbevölkerung die turksprachige Ethnie der Kumyken bildeten. Kumyken und Laken bildeten danach gemeinsam das Schamchalat deren Herrscher („Schamchal“) in Kumuch regierten und nach der Unterwerfung durch die Tataren als von der Goldenen Horde abhängiger Staat die Staatenwelt Nordostkaukasiens beherrschten. Aus dem Namen der Hauptstadt Kumuk bildeten sich die Namen der Kumyken (Qumuq) und der „Ghazi-Kumyken“ („Krieger-Kumyken“ = Laken). In der Zeit der gemeinsamen Schamchale beeinflussten sich die kumykische und lakische Sprache gegenseitig.

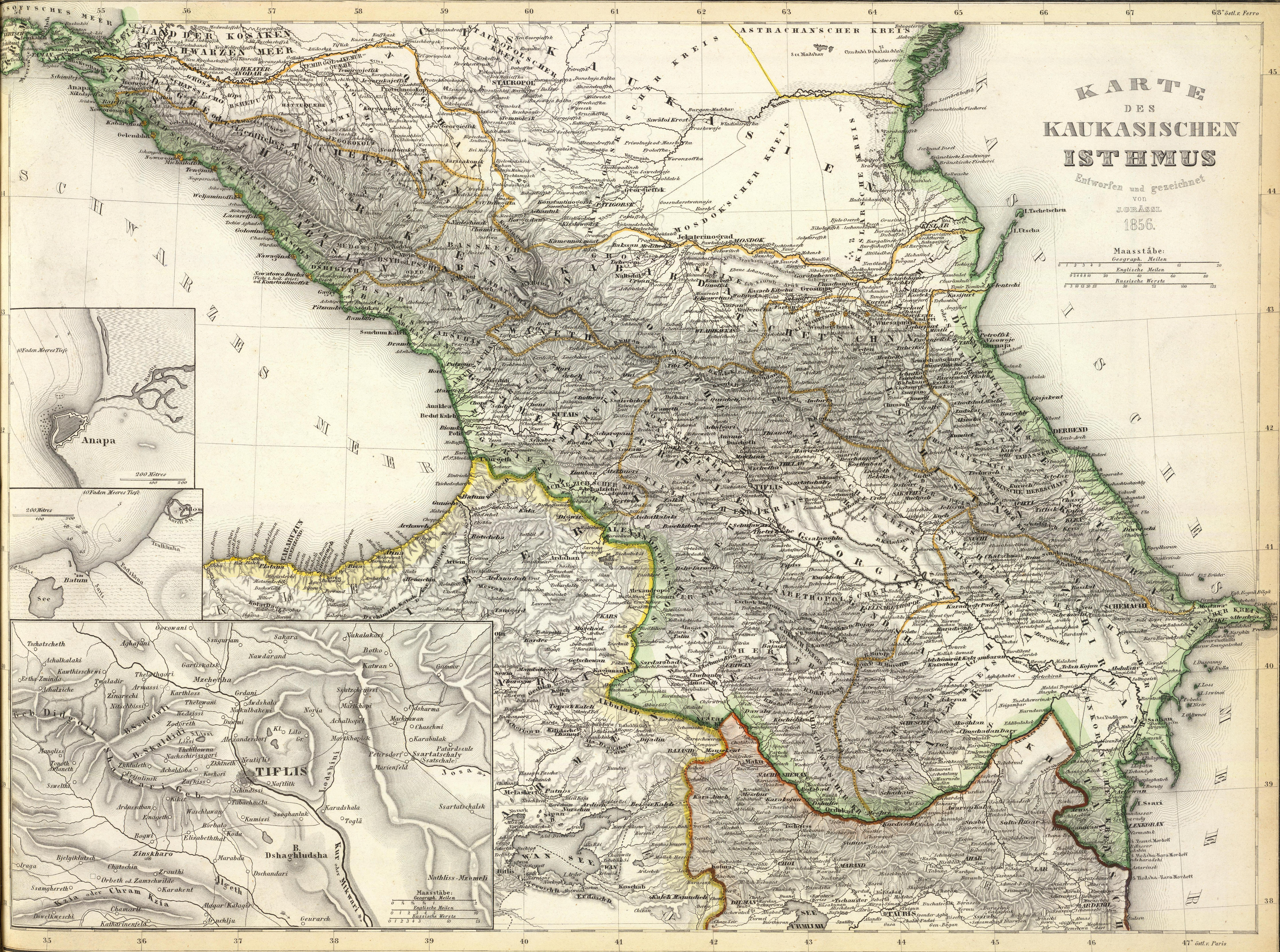
Karte Kaukasiens von 1856. Etwa auf der Hälfte der Karte ist im Osten das „Chan(a)t. Kasikumück“ eingezeichnet.

Ab 1578 erhoben sich die meisten Laken und andere dagestanische Bergvölker gegen das Schamchalat, das sich im 17. Jahrhundert an die von Kumyken besiedelten Gebirgsränder zurückzog. In der Folgezeit bildeten die meisten Laken einen eigenen Staat mit dem Hauptort Kumuch. Ihre Herrscher nannten sich Chachlawtsch oder Chalklawtsch (Plural: Chachlawai), was auf das arabische Lehnwort chalq (خلق, „Schöpfung, Menschen“) und lakisch lawtsch/Pl. lawai(„herausragend“) zurückgeht. Die Chachlawai waren gewählte, zeitweilig erbliche Heerführer im Kriegsfall. Mit den kumykischen Schamchalen, die verlorenes Gebiet wiedererobern wollten, standen sie anfangs im Dauerkonflikt und besetzten mehrfach das restliche Schamchalat. Seit Anfang des 17. Jahrhunderts gerieten die Laken aber unter die Oberhoheit der awarischen Herrscher („Nutzal“), die meist vom Osmanischen Reich unterstützt wurden, später unter die Oberhoheit der darginischen Herrscher („Usmi“), die eher vom persischen Safawidenreich unterstützt wurden. Im Jahr 1642 wählten die Laken Alibek II., einen in Kumuk lebenden Nachkommen der alten Schamchale zum Anführer, mit dem eine Dynastie gewählter Herrscher begann. Das Lakenchanat wurde deshalb auch als „Schamchalat von Kumuk“ oder als „Schamchalat der Ghazi-Kumyken“ bezeichnet. Alibeks Enkel Tscholak Surchai-Chan I. beendete kurz vor dem Zusammenbruch des Safawidenreiches die darginische Oberhoheit und griff gemeinsam mit lesgischen Stämmen 1720 Kachetien an und plünderte 1721 Schemacha. Daraufhin eroberte der neue persische Herrscher Nadir Schah Dagestan. Tscholak Surchai-Chan starb 1735 gegen die Awaren. Seit dem Ende des 18. Jahrhunderts ging der Einfluss der Osmanen und Perser in Dagestan zurück und der russische Einfluss nahm zu, das Lakenchanat wurde 1796 russisches Protektorat, also ein abhängiger Staat und nach dem Tod des Chachlawtsch Agalar 1811 von Russland aufgelöst. Später beteiligten sich viele Laken am antirussischen Aufstand unter Imam Schamil (Kaukasuskrieg (1817–1864)), weshalb Russland als Gegengewicht das Lakenchanat wiedererrichtete, nach dem Ende des Aufstandes aber 1858 wiederum auflöste.
In der Zeit des Russischen Bürgerkrieges 1918–20 kam es in Dagestan zu heftigen Kämpfen zwischen der Weißen Armee unter Denikin, der Roten Armee und dagestanischen Vereinigungen, wie der „Autonomen Republik der Bergvölker Kaukasiens“ und dem „Emirat Dagestan“. Allein ca. 15.000 Laken starben in dieser Zeit, die Todesrate in ganz Dagestan lag bei ca. 30 % der Bevölkerung. In sowjetischer Zeit wurde die Alphabetisierung und Bildung in der Muttersprache durchgesetzt, gleichzeitig aber die Religion und „feudale“ (traditionelle) Strukturen beseitigt. Diese Politik, die als „Kulturautonomie“ bezeichnet wurde, förderte sprachnationale Identitäten im Rahmen sowjetischer Lehren.
Zur Zeit des Verfalls der Sowjetunion bildeten sich auch in Dagestan Bürgerrechtsbewegungen, die sich oft nationalistisch orientierten. Die lakische Nationalbewegung heißt „Curbaz“ (lakisch: „Neumond“). Im Jahr 1992 gab es lakisch-tschetschenische Konflikte um den Neulakischen Bezirk, die mit der Ansiedlungen der Tschetschenen beendet wurden, was aber kumykische Proteste zur Folge hatte. Nationale Konflikte gingen in Dagestan Ende der 1990er Jahre zurück.